# 姫カット

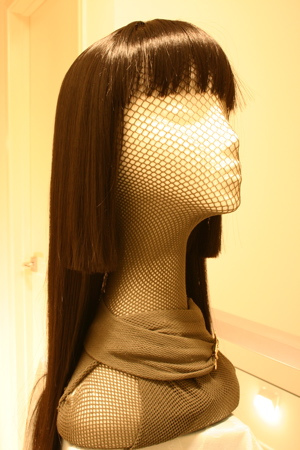
姫カット

姫カット（ひめカット）とは、女性の髪型のひとつ。名称からわかるように姫＋cutの呼び方は現代につけられたものである。お姫様カット、姫さまカットとも。

## 概要
姫カットは、尼削ぎや振り分け髪と呼ばれていた伝統的な女性の髪型と、鬢削ぎの習慣を現代風にアレンジしたもので、とりわけ特徴的なぱっつん前髪は現代風のものである。前髪を額に垂れさせて目の上で切りそろえるスタイル（目刺し）は古くは女児のものであり、鬢削ぎを経た成人女性の髪型は振り分け髪にするのが通常だった。
内巻きのおかっぱのような少女らしいレトロな雰囲気と、西洋とはまた違ったお姫様らしい雰囲気が出るため、ゴシック・アンド・ロリータやロリータ・ファッションでは理想的な髪型として“縦ロール”とともに挙げられる。

## 由来

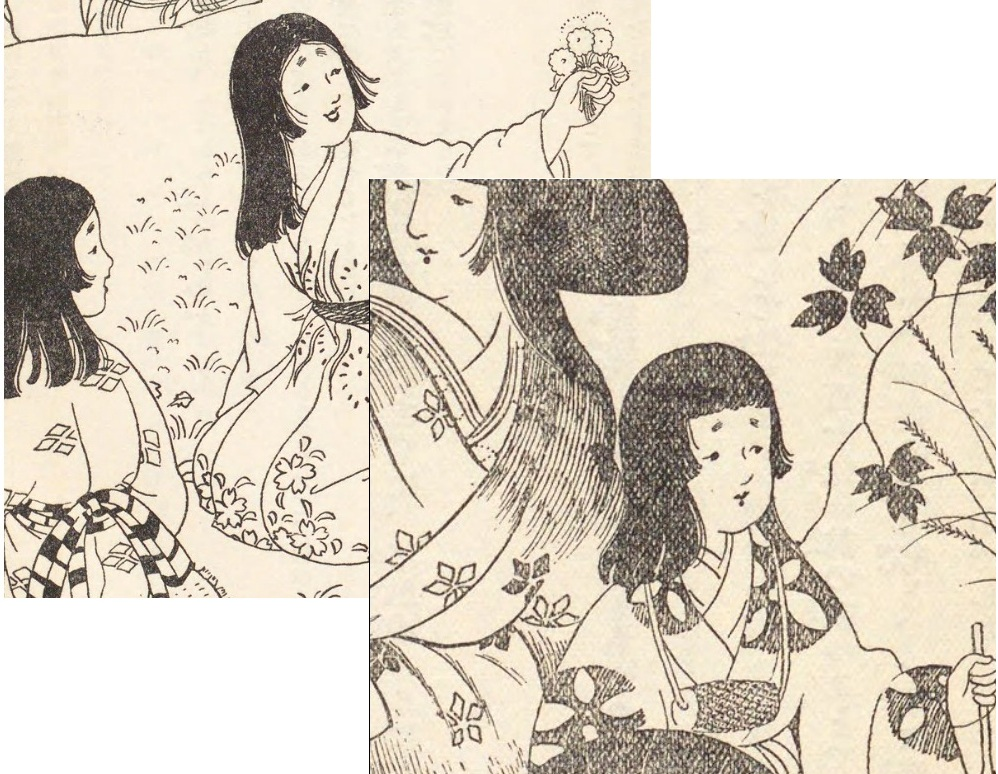
孝子画噺(昭和2年)

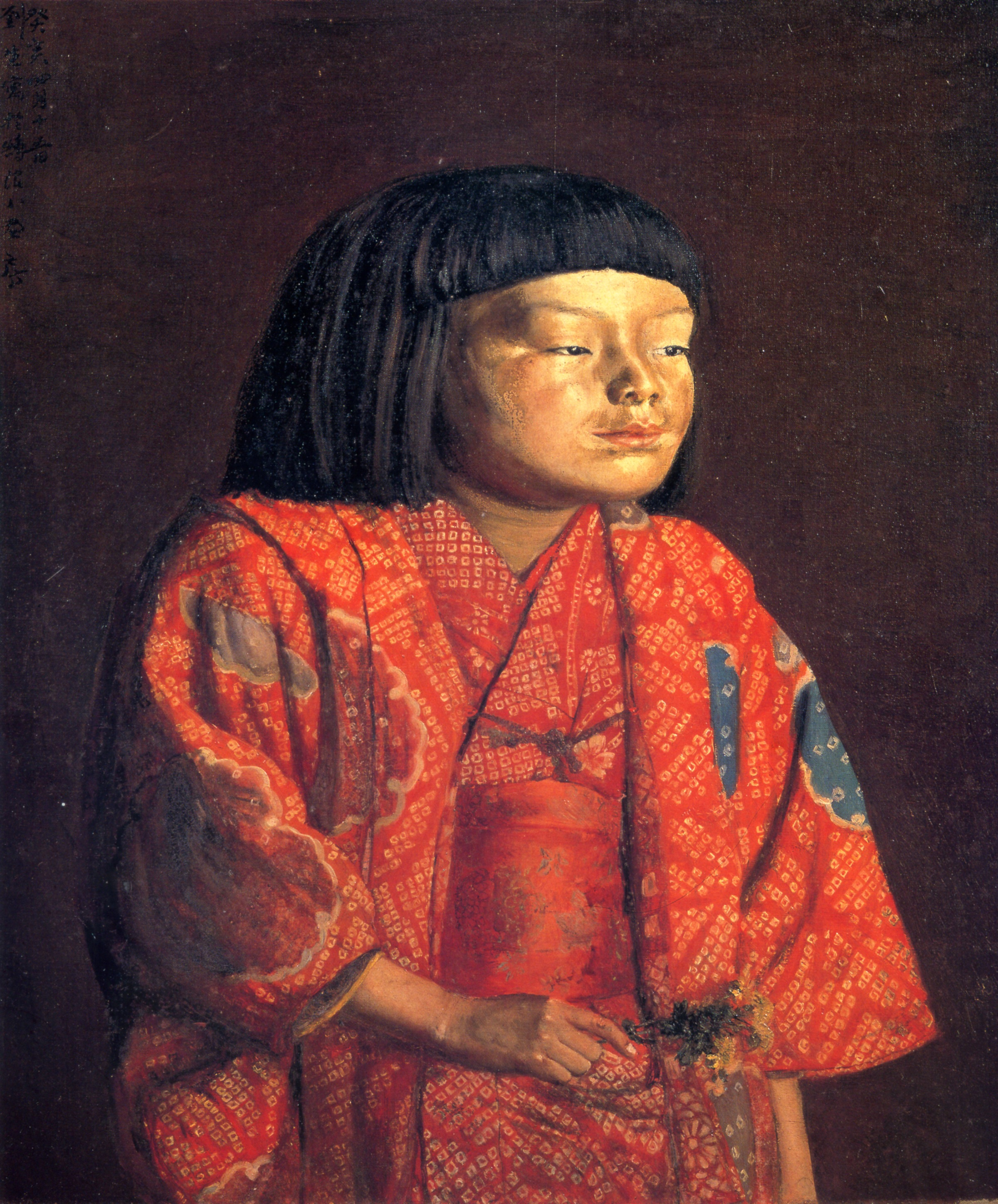
童女図/麗子立像(1923年，神奈川県立近代美術館)

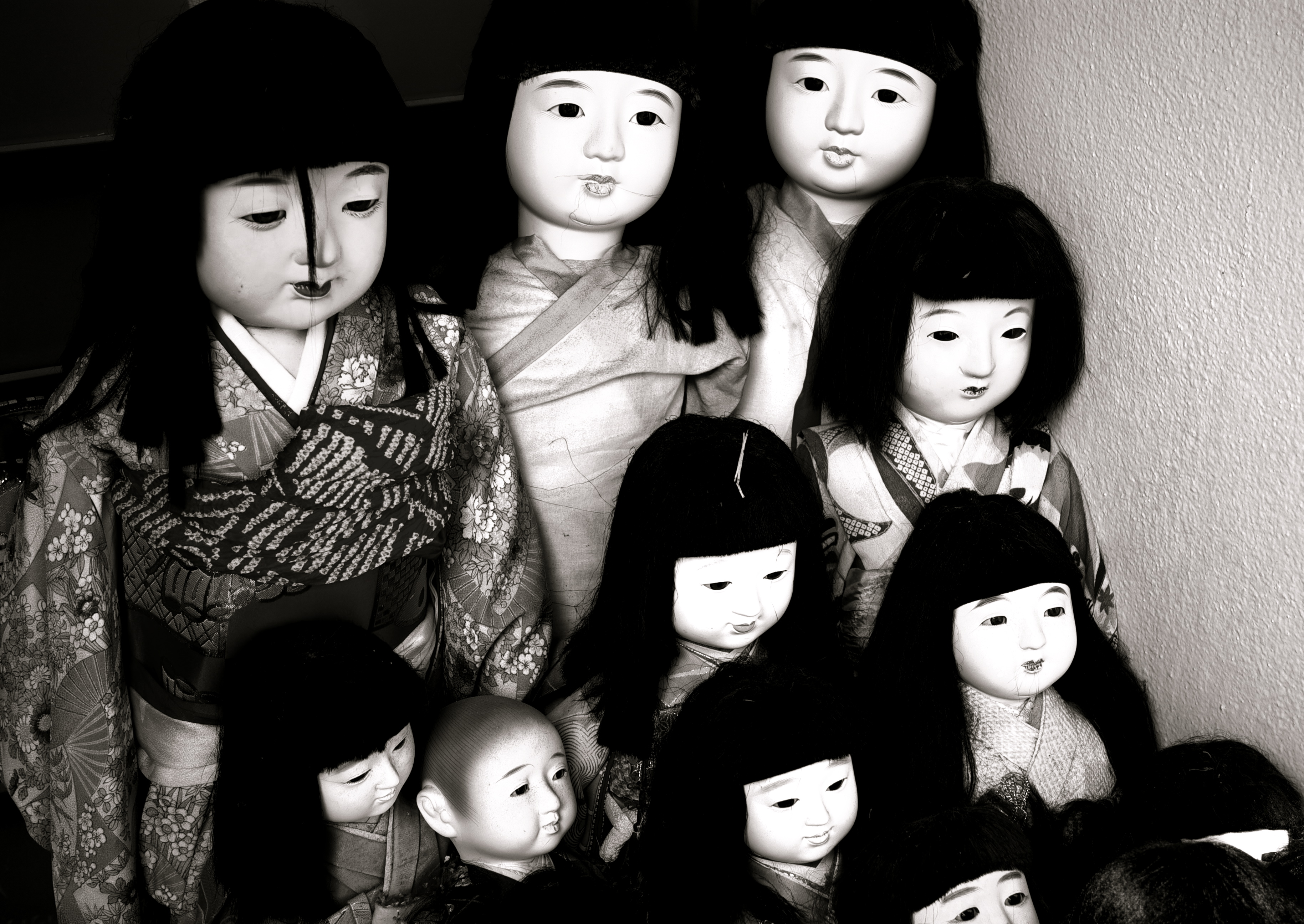
市松人形のいろいろ

この髪形のアレンジの元である尼削ぎは古くからあり、平安時代には女性の美の象徴が長い髪であり、まだその長い髪を育てるに至らない稚児の「目刺し」の状態をさしており（もっとも、元は出家して剃髪した尼僧の髪型を指す）、清少納言はこの髪型（尼削ぎ）のうつくしさ・かわいらしさを枕草子に記している。
この髪型は女児の顔を大きくふくよかに丸く見せる効果がある事から喜ばれ、大正期にはすでに伝統的な髪型として定着したものとみられる。
一方で平安後期・鎌倉・室町中期には女性の成人儀式として「鬢削ぎ（びんそぎ）」が行われるようになり、女性が成人すると垂れ髪の鬢（サイド、耳にかかる部分）を短く切り揃える（削ぐ）ことから鬢削ぎと言われる。庶民の間でも広まり、流行した髪形のようである。
“姫カット”の由来としては、上記の“平安貴族の姫に似た髪形”という認識がもとであると思われる。また、似た髪型をした70年代に始まった小学館の学年別学習雑誌の少女漫画「姫子シリーズ」キャラクターの「姫子」が存在している。同時代にアイドルだった麻丘めぐみや、早乙女愛も姫カットがトレードマークだった。

実際の平安女性貴族の髪形は額を出すのが常だが、ロリータ・ファッションでは厚い前髪をまっすぐに切り揃えるのが主流である（ぱっつん前髪）。サイドを頬のラインまで短くカットしたアレンジでは1920年代に流行したモダンガールの髪型（ボブカット、ブルックスカット）も思わせる。

## スタイリング

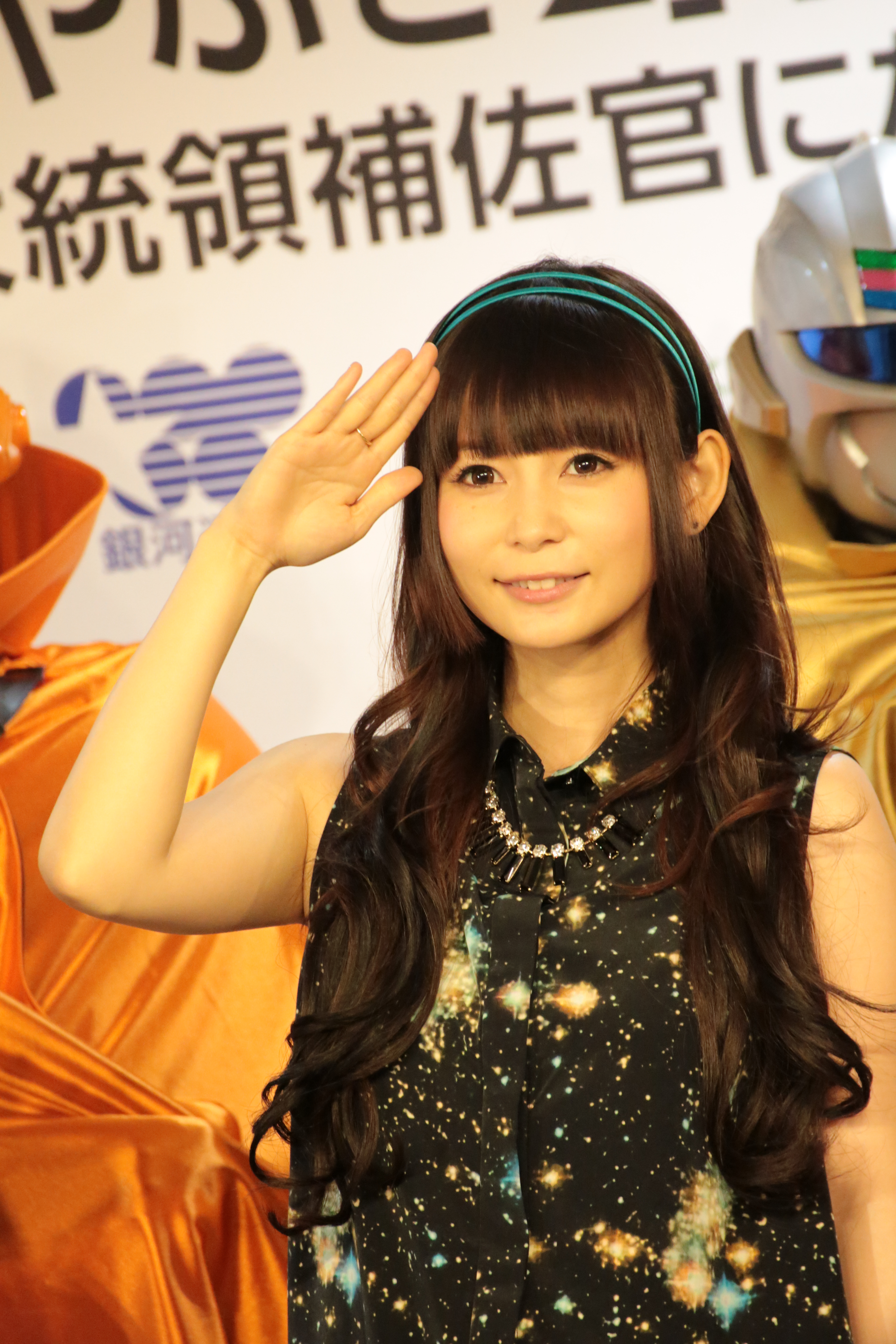
中川翔子の銀河連邦大統領補佐官に就任したときの写真

一般にはロングヘアと呼ばれる髪型のアレンジのひとつであるが、自然なカールが出ないようにストレートアイロンを当て、通常のロングとは異なり左右の前髪につながるサイドの髪の部分を顎にあたる長さで切りそろえ、アレンジによりぱっつん前髪や振り分け髪にする。

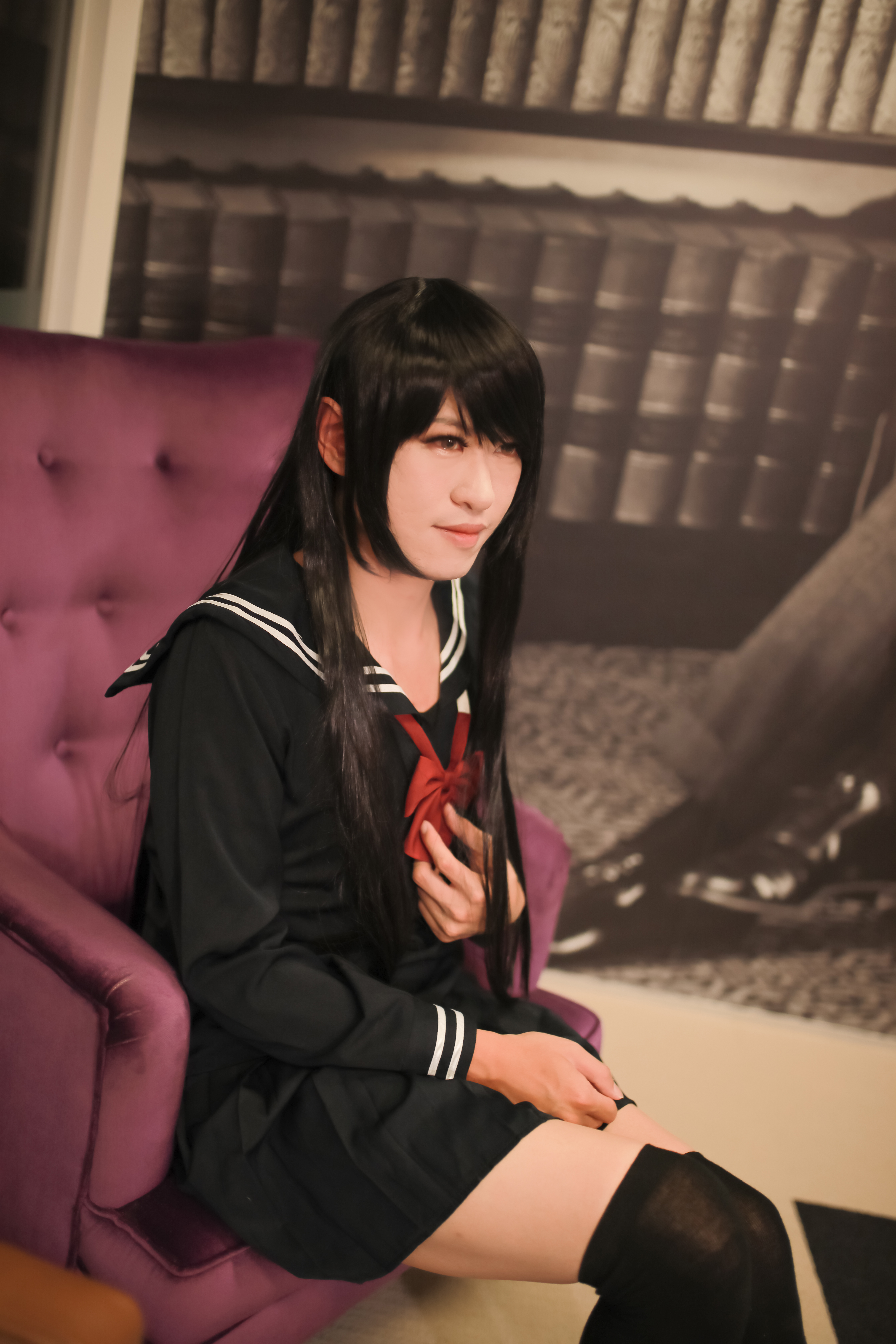
ニュージーランドのコスプレイヤー結佳梨の女子高生姿

非常に特徴的なシルエットを作り出すが通常のロングヘアと異なりアレンジが拘束されてしまい、またせっかくのロングをサイドやフロントで大きくカットしてしまうことが欠点である。こめかみ部分からカットしたいサイドを残して一度後ろで結束してしまい、顎や頬のラインでカットしたのち元に戻せば無難に出来上がる。古典的な振り分け髪の場合は、フロントが長くなりすぎないよう適宜すき切りにし頭頂から左右に振り分け、場合によりヘアスプレーやヘアピンなどで纏める。後ろを束ねる、あるいは編み上げ、髪飾りを使用するのがむしろ古典的な盛装である。現代風アレンジの大胆なサイドカットの場合、顔と体格のバランスやカットによってはおかしなことになってしまいがちであり、事前にウィッグで確かめるなりするのが無難である。